# Valériane Vukosavljević
Valériane Ayayi (29 de abril de 1994) é uma basquetebolista profissional francesa.

## Carreira
Valériane Ayayi integrou Seleção Francesa de Basquetebol Feminino, na Rio 2016, ficando na quarta colocação. Nos Jogos Olímpicos de Verão de 2024, em Paris, conquistou a medalha de prata no torneio feminino do basquetebol, após confronto na final contra a equipe dos Estados Unidos.